# Surani
Surani é uma comuna romena localizada no distrito de Prahova, na região de Muntênia. A comuna possui uma área de 15.95 km² e sua população era de 1850 habitantes segundo o censo de 2007.